# 英屬維爾京群島
英屬維爾京群島（英語：British Virgin Islands，縮寫为），正式名称为處女群島（Virgin Islands），是英國海外領土，位於加勒比海地區，處於波多黎各以東。英屬處女群島與鄰近的美屬處女群島和波多黎各維京群島合稱為處女群島。
英屬處女群島主要由托土拉島、维尔京戈尔达岛、阿內加達島和约斯特·范代克岛四大島所組成外，還包括有50多座細小的島嶼和岩礁，當中大約有15個島嶼無人居住。托爾托拉島是英屬處女群島內最大的島嶼，全島大約長20公里，闊5公里。群島一共有人口28,000人，其首府羅德城座落於托土拉島。

## 歷史
大約在公元前100年的時候，阿拉瓦克印第安人最先從南美洲遷移到處女群島定居（但亦有證據顯示美洲印第安人早於公元前1500年在群島上活動）。阿拉瓦克印第安人一直在群島上居住至15世紀的時候，被來自小安地列斯群島的加勒比人趕走，而加勒比海就正以加勒比人命名。不過，有些歷史學家對於「好戰的加勒比人把和善的阿拉瓦克人趕離加勒比海」的說法不表贊同，他們認為這說法是歐洲人一直簡化了的版本，背後的真相應該更加複雜。

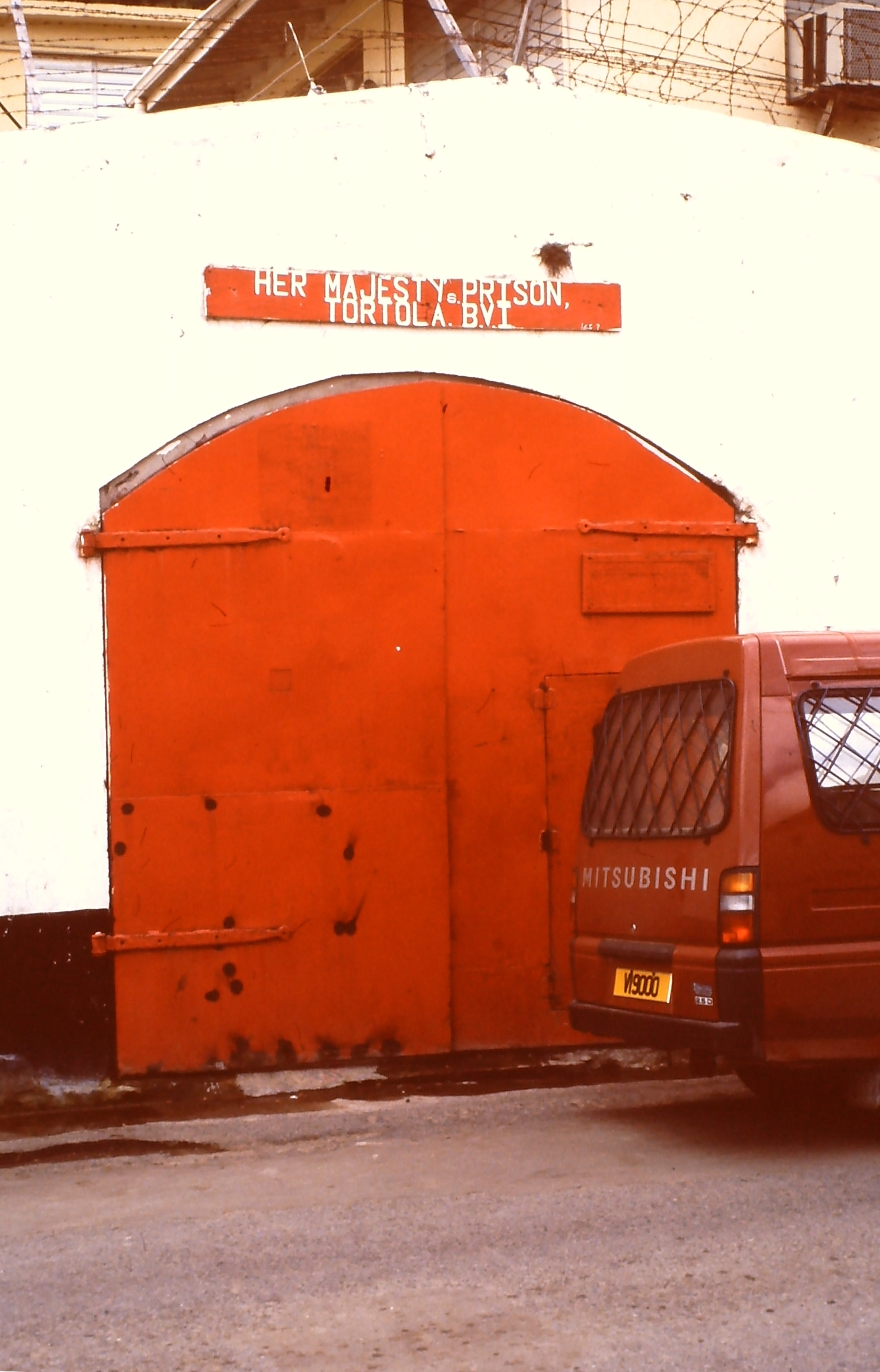
始建於1774年的女皇陛下監獄（Her Majesty's Prison）是羅德城現存最古老的建築物。監獄於1996年關閉。

在1493年，航海家哥倫布在第二次前往美洲的途中發現了處女群島，成為首位發現群島的歐洲人。哥倫布將群島命名為，即「聖烏蘇拉與她的11,000名」；簡稱則是，指「們」的意思，也就是（音譯作「維京群島」）一名的起源。這個名稱取自有關聖烏蘇拉與她的11,000名处女侍婢由英格蘭出發前往科隆朝聖途中，被匈人殺害的傳說。
西班牙帝國在16世紀初期佔領了群島，並在维尔京戈尔达岛上採銅。期後，英國人、荷蘭人、法國人、西班牙人和丹麥人相繼進佔該地區，由此逐漸發展為一帶海盜活躍的區域。在殖民化的同時，印第安原居民遭受天花流行病影響，以及被大幅度屠殺，幾近絕跡。
在1648年，荷蘭人在托土拉島建立了一個永久聚落。但到1672年的時候，英格蘭人從荷蘭人的手上奪取該島，稍後在1683年又相繼佔奪得阿內加達島和维尔京戈尔达岛，屬於英國的處女群島殖民地遂由此成形。在1672年至1733年的時候，丹麥人先後奪得鄰近的聖托馬斯島、聖約翰島和聖克洛伊島，復至1917年，美國出價2,500萬美元購入三島，屬於英國的處女群島遂改稱為英屬處女群島，以區別美屬處女群島。
總體來說，英國人是按部就班地建立起英屬處女群島的。他們最先把甘蔗引進該地，並大力發展甘蔗業，從非洲購買奴隸來當地的甘蔗農場工作。結果，甘蔗業的蓬勃發展為群島立下經貿基石，而甘蔗更曾成為當地最大宗的貿易出口。直至近代，歐洲和美國先後自行種植糖用甜菜，對甘蔗的需求減少，群島甘蔗業的繁榮期方才告一段落。
英屬處女群島在歷史上不同時期，曾分別隸屬於背風群島殖民地和聖基斯和尼維斯，並由英國政府派駐一名行政官在群島上主管政務。在1960年，英屬處女群島獲賦予殖民地地位，實行分治；復於1967年獲准自治。由1960年代開始，英屬處女群島的經濟開始轉營，由以往傳統農業作主導，逐漸變得經濟多元化，以金融服務和旅遊業為主導，成為加勒比海區內最富有的地區之一。

## 政治
英屬處女群島的行政權力由查爾斯三世掌握，並由派駐當地的英屬處女群島總督代行權力。總督雖由英皇委任，但人選由英國政府提供意見。在總督之下，設有一名副總督（Deputy Governor），負責協助總督施政，副總督是當地人所能擔任的最高級政府職位。此外，群島的防衛與外交事務由英國負責。
在1960年前，英屬處女群島行政上本屬於背風群島殖民地的一部份。在1960年，群島脫離分治為皇家殖民地，復於1981年因《英國國籍法令》而成為英國屬土，在《2002年英國海外領土法令》通過後，群島成為英國海外領土。
在1967年，群島獲准自治，由民選的首席部長（Chief Minister）擔任政府首長。根據1971年制定的憲法，除首席部長外，立法局議員也由普選產生。群島上置有行政局，行政局議員由首席部長提名，再由總督委任；群島的立法局（Legislative Council）共有13個議席，另有兩席分別由議長及律政司擔任。
在2007年，群島通過新修訂的憲法，首席部長一職由總理（Premier）取代，原有的行政局改組成為內閣，舊有的立法局則成為議會（House of Assembly）。現任英屬處女群島總督是約翰·蘭金。群島現任總理是安德魯·法荷。

## 地理

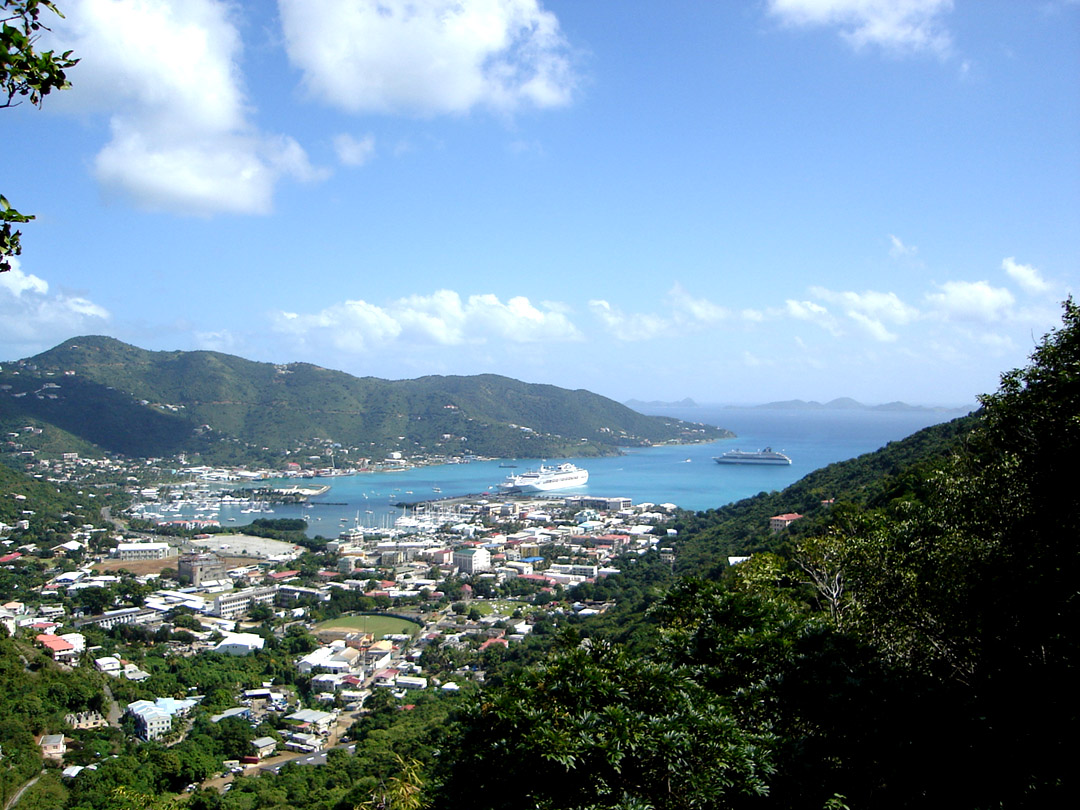
英屬處女群島首府羅德城位於托土拉島。

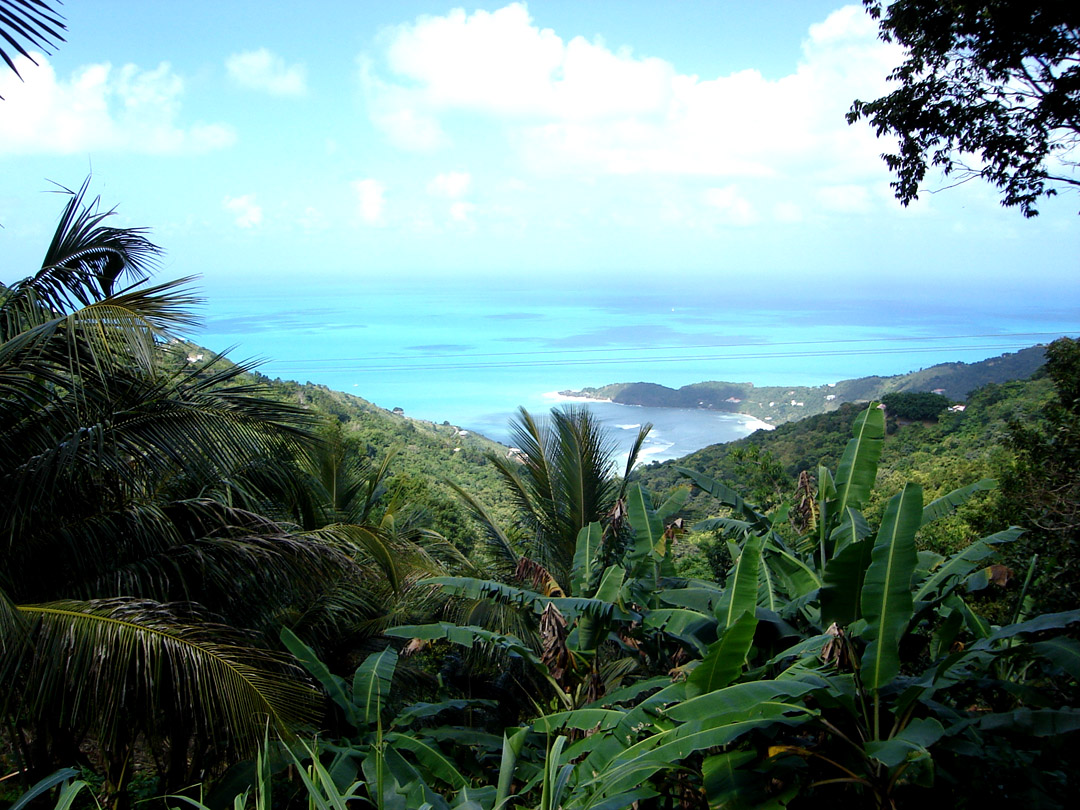
托土拉島風光。

英屬處女群島大約由60個半熱帶加勒比海島嶼所組成。群島內的島嶼大小不一，最大的托土拉島長達12公里，而最小的島嶼小得不宜人居。英屬處女群島全都坐落於處女群島的範圍內，位於美屬處女群島以東數里的地方。北大西洋位於群島以北，而加勒比海則位於群島以南。英屬處女群島的大部份島嶼原本都是火山島，所以地形起伏陡峭而多山地。不過阿內加達島卻是一個例外，它由石灰岩和珊瑚組成，所以地勢顯得平而闊。
托土拉島、维尔京戈尔达岛、阿內加達島和约斯特·范代克岛是群島內的四大島嶼，其他較重要的島包括：
- 牛肉島（Beef Island）
- 桶匠島（Cooper Island）
- 薑島（Ginger Island）
- 大指揮官島（Great Camanoe）
- 大茅屋島（Great Thatch）
- 瓜勒島（Guana Island）
- 蚊島（Mosquito Island）
- 內克島（Necker Island）
- 諾曼島（Norman Island）
- 彼得島（Peter Island）
- 鹽島（Salt Island）

## 氣候
英屬處女群島屬亞熱帶氣候，並受貿易風所影響。群島的年溫差並不大，在夏天，日間氣溫一般最高可達29°C（84°F）；至於在冬天，最高氣溫亦可達25 °C（77 °F）。群島的年降雨為115 cm（45 in），在山地年降雨較高，低地則相反。大抵上，群島的地區降雨有一定的差別，但平均而言，每年9月至12月都是最潮溼的月份。該區6月至10月是颶風季，偶爾會有颶風吹襲群島。

## 經濟
英屬處女群島是加勒比海區內經濟最繁榮的地區之一。從2004年的數據顯示，當地人均的GDP達$38,500。
旅遊業和金融服務業常被稱為英屬處女群島經濟的「兩大支柱」（twin pillars）。從政治層面上，旅遊業顯得較重要，因為旅遊業能創造較多的就業空缺，又由本地人營辦為主，而且更可以帶動其他行業（例如計程車司機和街頭小販）的發展。可是在經濟層面上，金融服務業則遠顯得重要。在英屬處女群島，近50%的政府收入都是直接來自離岸公司的牌照費，此外，來自信託業員工直接或間接繳納的薪工稅（payroll taxes），也為政府庫房帶來很可觀的收益（信託業薪酬水平比蓬勃的旅遊業還要高）。
旅遊業佔上全國收入的45%。當中，群島是美國人的熱門旅遊地點，2006年的數字顯示，全年共有825,603名旅客到訪，其中443,987名屬郵輪觀光客。到訪的遊客，大多會前往有名的沙灘、维尔京戈尔达岛的浴場，到阿內加達島附近水域潛水、參觀珊瑚礁，或會光顧约斯特·范代克岛上著名的酒吧，以及乘搭遊艇到訪其他人跡罕至的島嶼。大部份遊客都是乘坐遊輪前往英屬處女群島，不過這類遊客相比以包租遊艇到訪，以及入住酒店的遊客，一般人均花費都較少。但無論如何，遊客的到訪仍很大程度振興了群島的經濟。
離岸公司的註冊也為群島帶來相當可觀的收益。截止2008年6月，有逾823,502所公司在當地註冊。據畢馬威會計師樓在2000年為英國政府就離岸司法所作的調查所示，全球41%的離岸公司皆在英屬處女群島註冊。由於在群島註冊公司後可省免不少稅項，因此當地一直被外界稱為「避稅天堂」。但自2001年開始，英屬處女群島當局成立了一個獨立的金融服務委員會，對該地的金融服務業加以管制。
在英屬處女群島，農業和工業只佔GDP一個很少的部份。而農業主要生產生果、蔬菜、甘蔗、家畜和家禽。而工業則以蒸餾蘭姆酒、工程建設和造船為主。
自1959年開始，英屬處女群島以美元作為官方流通貨幣，而鄰近的美屬處女群島亦同以美元為官方流通貨幣。

## 人口統計
在2003年時，群島共計有21,730名居民。當中83%人口為非裔加勒比海人，這批人的祖先主要是以奴隸的身份從非洲遷入。而群島的其他主要種族計有英國人和其他具歐洲血統的人士。
1999年人口普查顯示：
83.4%黑人
7%白人
9.6%其他*
*包括印度人、加勒比美州原住民和混血
群島上以新教為主流（约占86%的人口）。其中以派別計，主要的基督宗教派別分別是衛理宗（33%）和聖公會（17%）；天主教是當第二大宗教（10%）。

## 交通

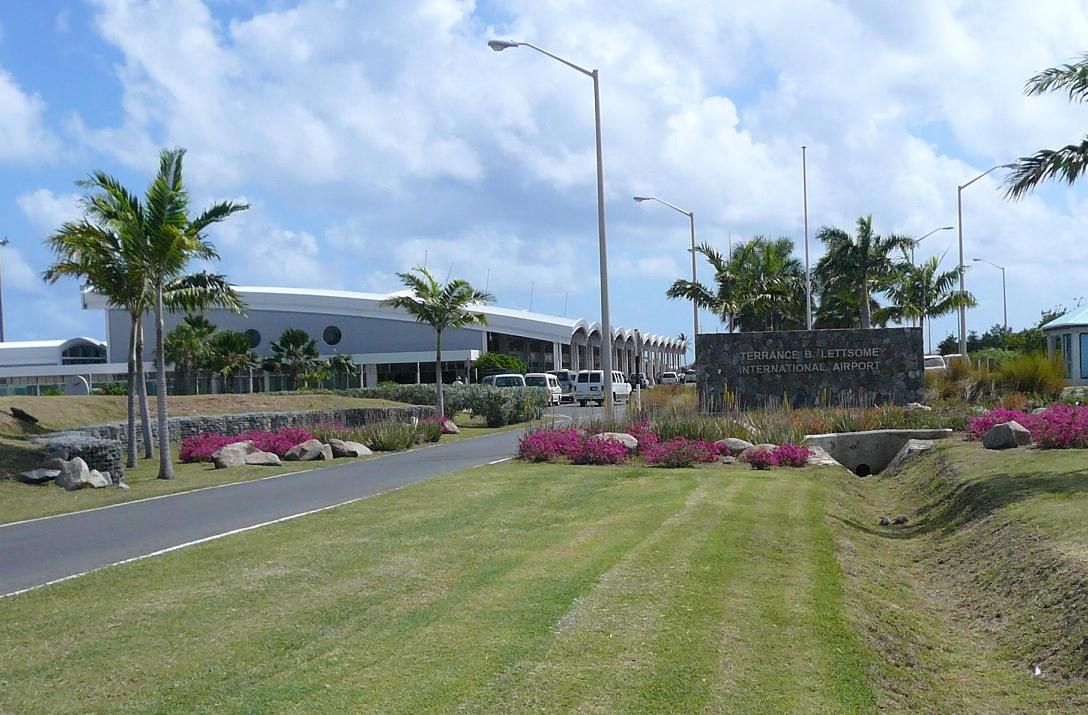
泰倫斯·B·利爾森國際機場

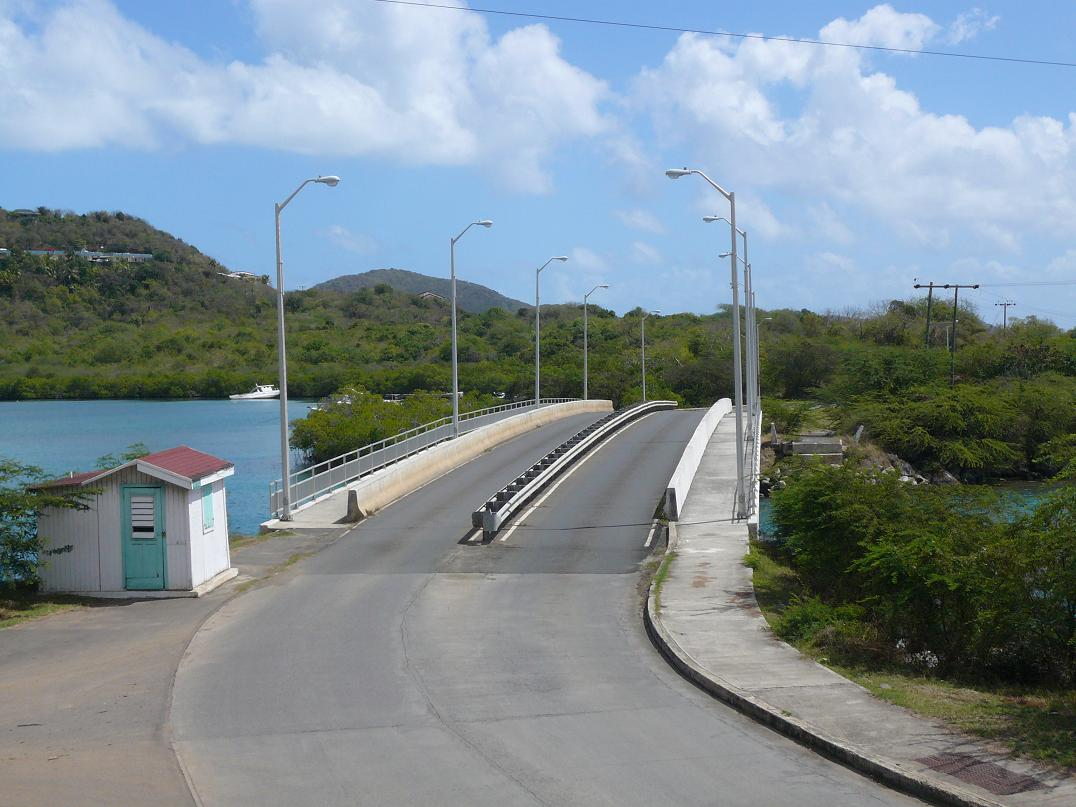
英女皇伊利沙伯二世橋

由於群島的關係，當地的交通系統比較有限，而群島道路總長為113km。泰倫斯·B·利爾森國際機場（Terrance B. Lettsome International Airport，又名牛肉島機場）是群島最主要的機場，位於托土拉島東端的牛肉島上，可經由英女皇伊利沙伯二世橋（Queen Elizabeth II Bridge）前往。至於维尔京戈尔达岛和阿內加達島亦分別有較小規模的機場。群島最主要的港口位於首府羅德城。與其他英聯邦國家一樣，群島汽車靠左行駛，但分別在於島上絕大部份車輛卻為左駕。

## 音樂
英屬處女群島上的傳統音樂叫作「fungi」，是以當地一種以秋葵為材料，同名的玉米粉而得名。這種傳統音樂由於結合了非洲和西方，所以營造出特別的聲響。作為與本地歷史和民俗的媒介，它一直被視為文化的重要部份，而當地的學校也時常舉辦有關的活動。「fungi」的樂隊又名叫「刮擦樂隊」（scratch bands），這些樂隊採用的樂器種類十分廣泛，計有葫蘆、邦哥鼓、烏克麗麗，以至更西化的鍵盤樂器、五弦琴、吉他、低音樂器、三角鐵和薩克斯管等等。除了是富節日氣氛的跳舞音樂外，「fungi」在英屬處女群島內，也起有口述歷史的作用。

### 引用
1. ↑  The BVI Beacon "Portrait of a population: 2018 Census published" p. 4, 20 November 2014
2. ↑   (PDF). 2007  [2021-08-05]. （原始内容存档 (PDF)于2017-06-11）.
3. ↑  Wilson, Samuel M. ed. The Indigenous People of the Caribbean. Gainesville: University Press of Florida, 1997. ISBN 0-8130-1692-4
4. ↑  "Four of VI's historical buildings get due recognition", Virgin Islands News Online, 10 March 2011.
5. ↑  CIA. Economy: British Virgin Islands 的存檔，存档日期2007-04-11.. The World Factbook, CIA publications, 19 December. 2006. Retrieved 25 December. 2006.
6. ↑  Penn, Dexter J.A. Music of the British Virgin Islands: Fungi 的存檔，存档日期2007-02-10.. Retrieved 25 December 2006.

## 外部連結

### 官方網站
- 英屬處女群島政府 （页面存档备份，存于） - 副總督府（英文）
- 英屬處女群島政府 （页面存档备份，存于） - 倫敦辦公室網站（英文）
- 英屬處女群島：自然小秘密 （页面存档备份，存于）- 英屬處女群島旅遊局官方網站（英文）
- 英屬處女群島歡迎您 （页面存档备份，存于） - BVI旅遊局官半月刊官方網站（英文）
- 英屬處女群島港口管理局 （页面存档备份，存于） - 官方網站（英文）
- 英屬處女群島金融服務委員會 （页面存档备份，存于） - 官方網站（英文）

### 新聞與媒體
- BVI網上新聞 （页面存档备份，存于） - 英屬處女群島每日（網上）新聞（英文）
- 群島太陽報 （页面存档备份，存于） - 英屬處女群島周報（英文）
- BVI立場報 （页面存档备份，存于） - 英屬處女群島周報（英文）

### 指南
- British Virgin Islands on Wikivoyage（英文）
- 公開指南計劃 - 英屬處女群島 （页面存档备份，存于） 指南分類（英文）